# Hurlstone Park
Hurlstone Park est une ville-banlieue se situant à la fois dans la zone d'administration locale de la Municipalité d'Ashfield et dans celle de la Ville de Canterbury, dans la région Inner West de Sydney, dans l'État de Nouvelle-Galles du Sud, en Australie. Elle compte 4 769 habitants en 2006.
Hurlstone Park se trouve à environ 10 kilomètres au sud-ouest du Central business district de Sydney. Elle est cernée, au nord par Summer Hill, au sud par Earlwood, à l'est par Marrickville et à l'ouest par Ashbury.

## Galerie de photos

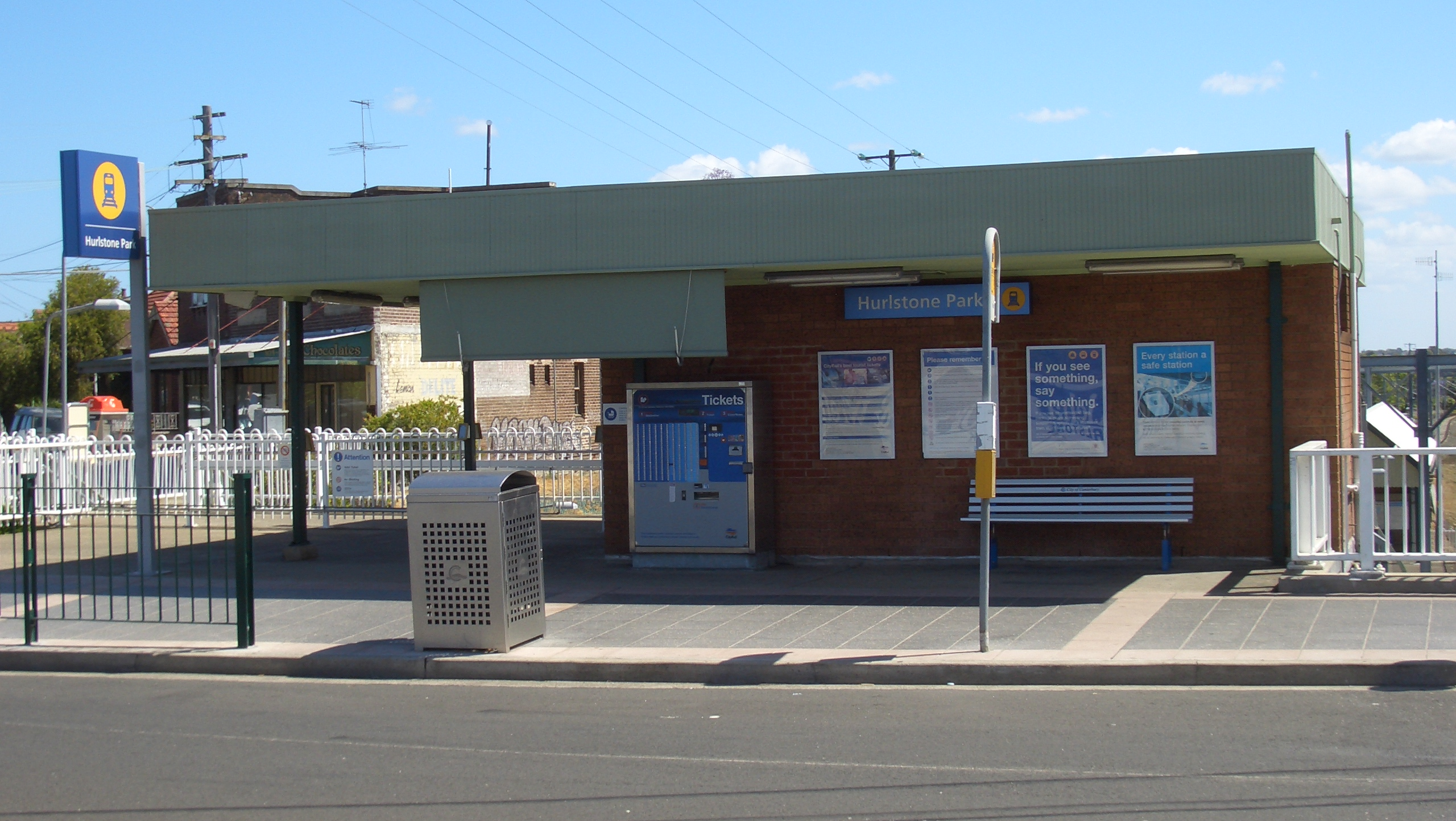
Gare de Hurlstone Park
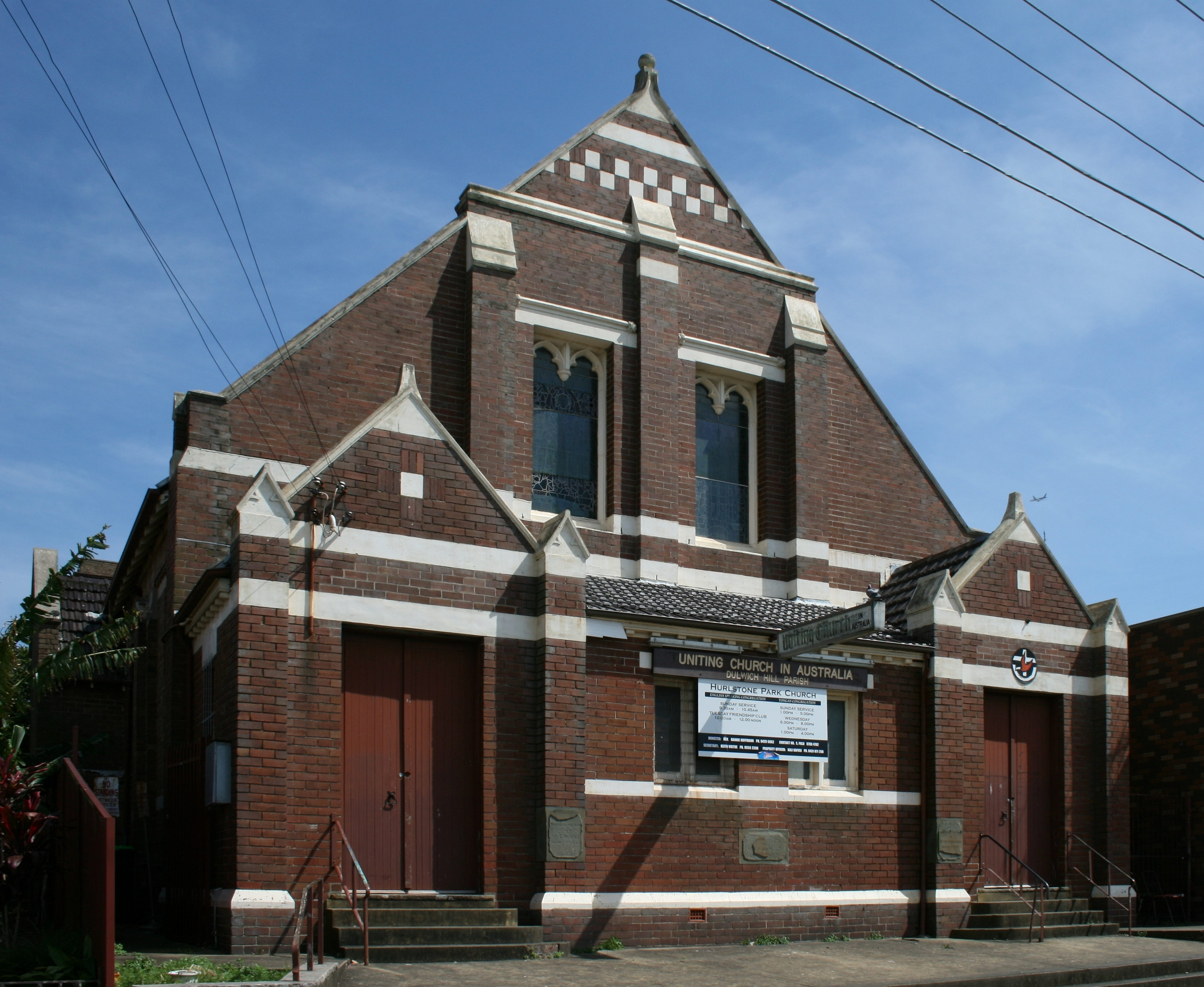
Église protestante de Hurlstone Park
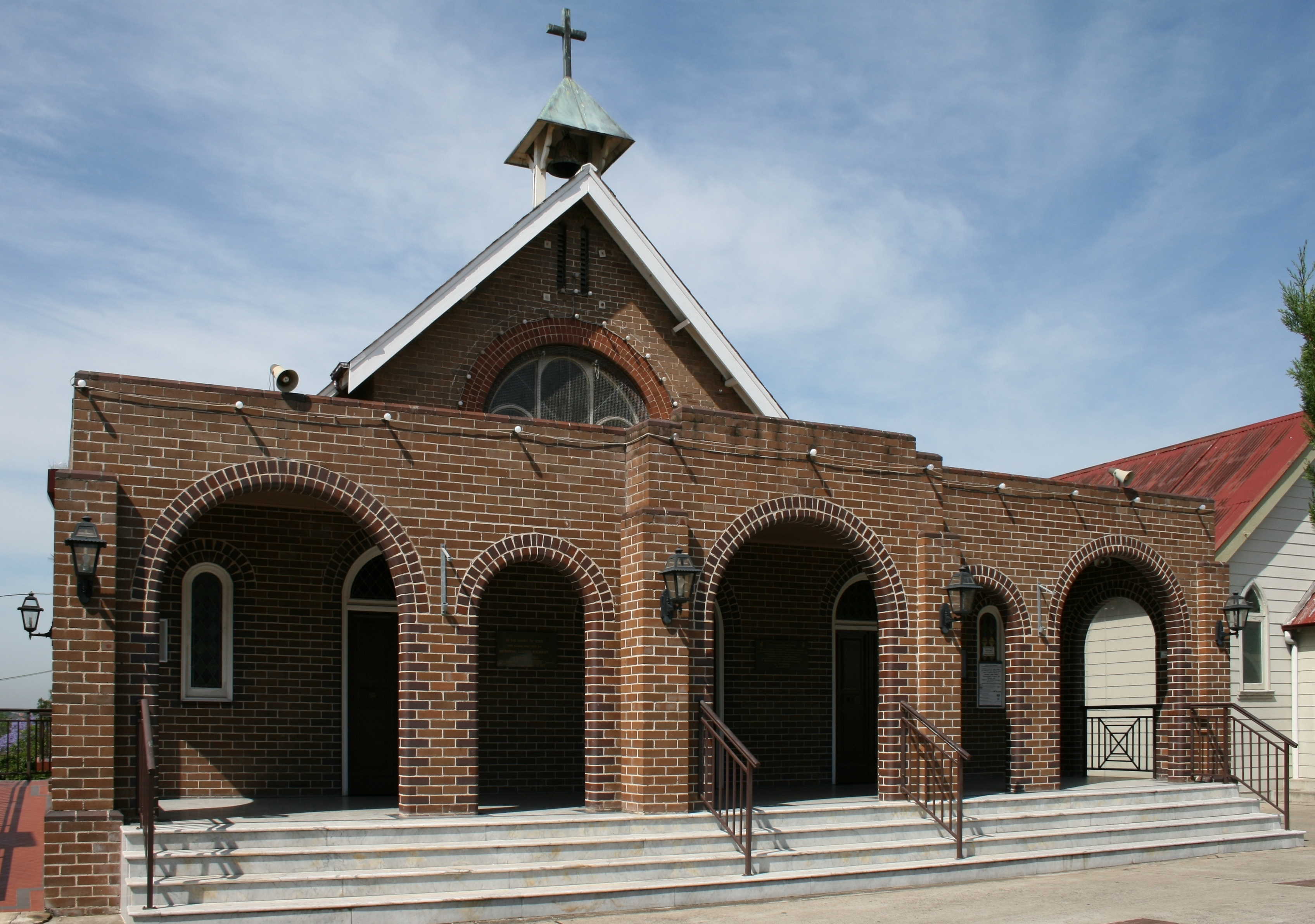
Église grecque orthodoxe St Stephanos
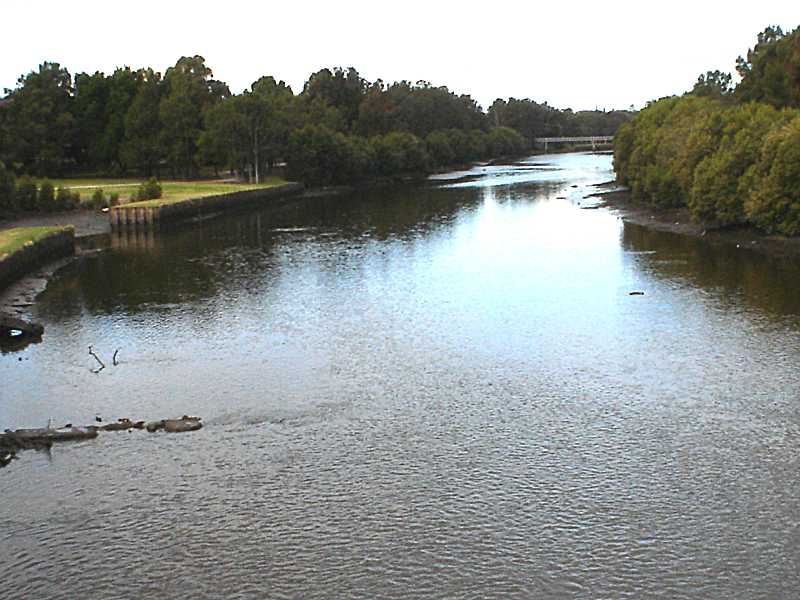
Rivière Cooks